# Ford Focus
Ford Focus este o mașină compactă produsă de Ford și vândută pe majoritatea piețelor pe care Ford este prezent. Focus a fost lansat în 1998 în Europa și în 2002 în Australia. În 2001 și 2002 Focus a fost cea mai vândută mașină din lume. Generația a doua a lui Focus a fost lansată în Europa în 2005. În 2007, Ford Focus a fost printre cele mai vândute mașini de import în România, fiind pe primul loc cu 1044 de exemplare în luna noiembrie.

## Prima generație (C170; 1998)

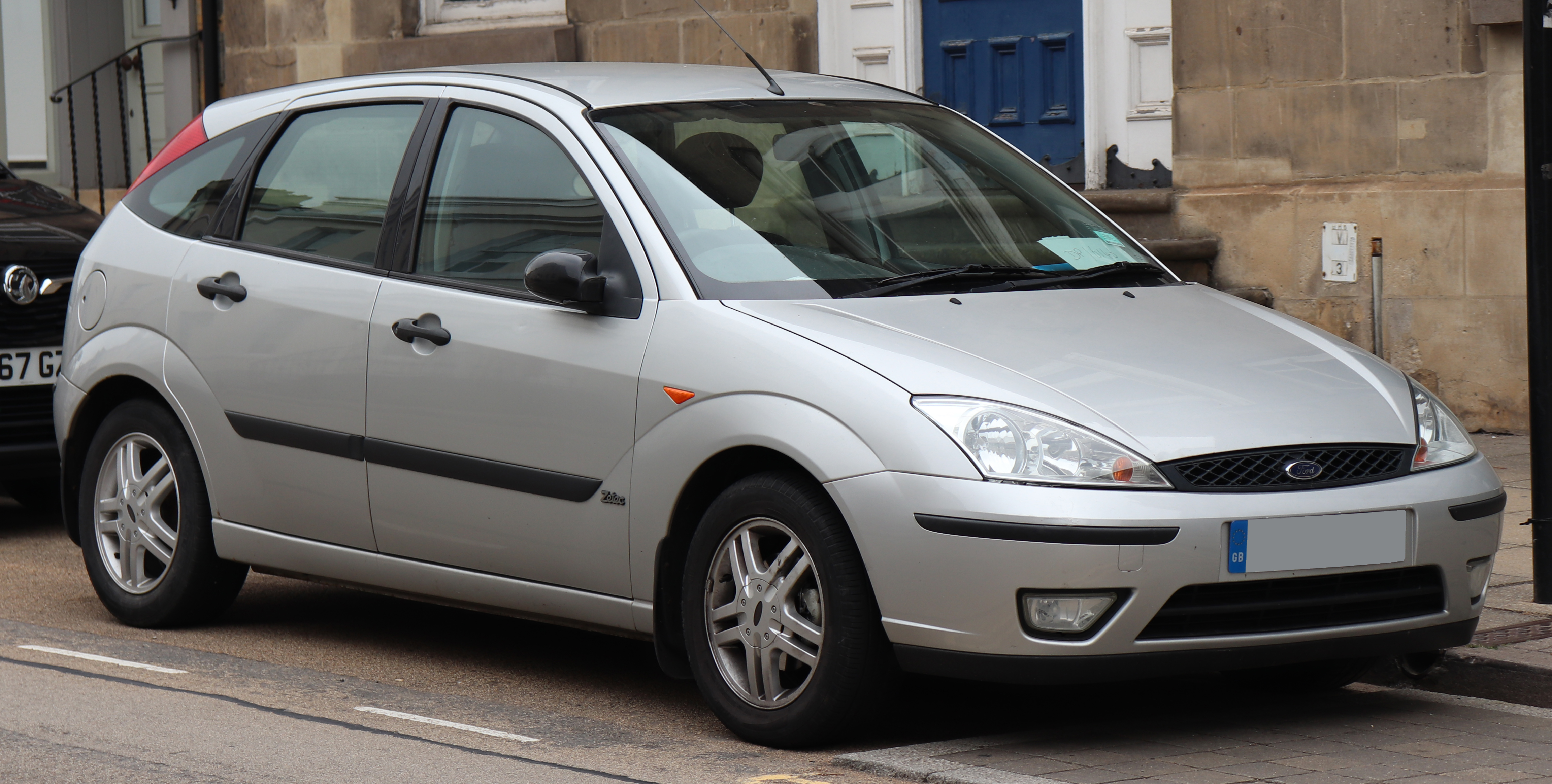
Ford Focus (facelift)

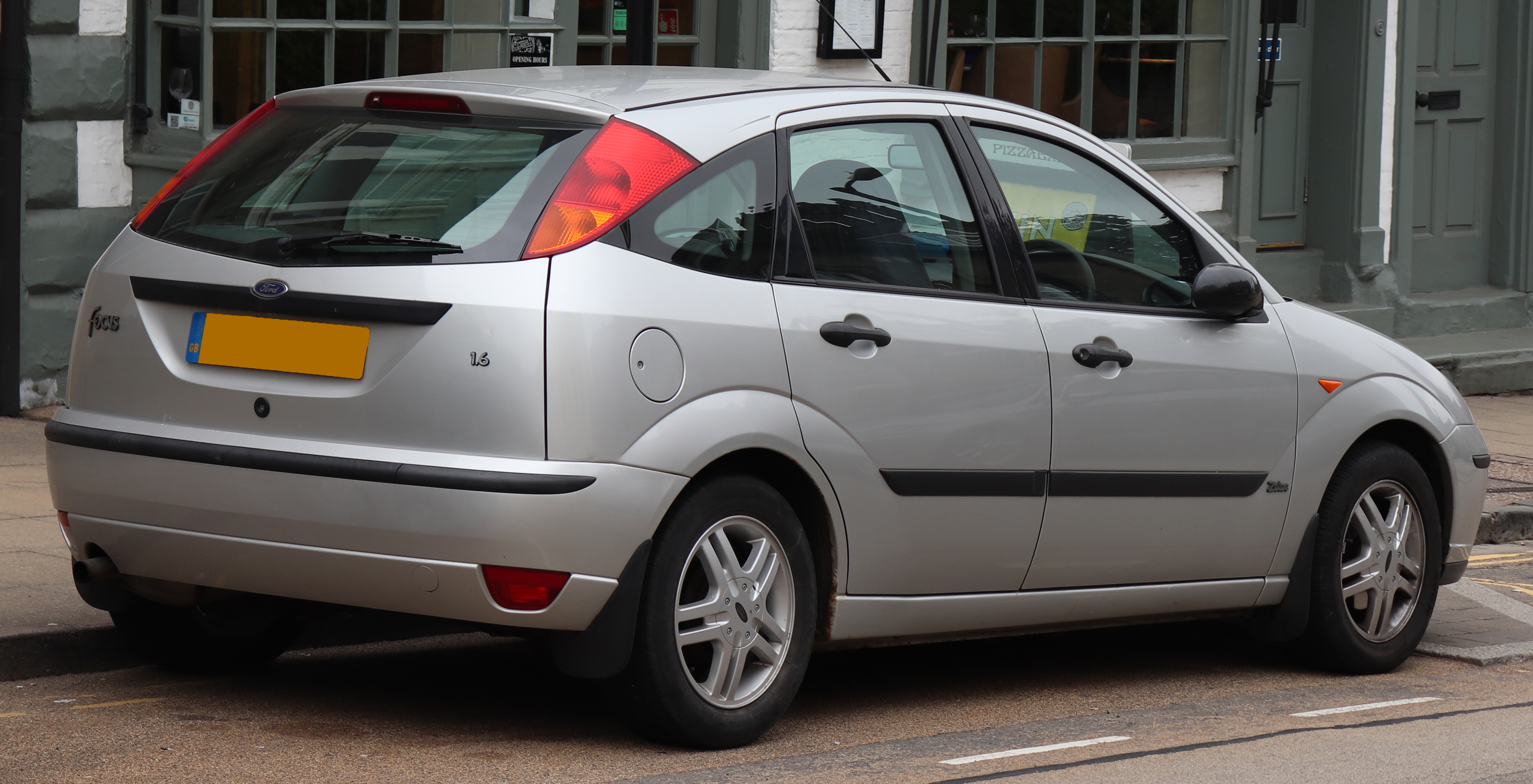
Ford Focus (facelift)

### Fabricație
Focus 1 a fost produs în: Saarlouis, Germania; Valencia, Spania; Santa Rosa, Mexic, Filipine; Pacheco, Argentina; Chungli, Taiwan; Chongqing, China și Sankt Petersburg, Rusia.

### Opinia criticilor
Presa auto a lăudat manevrabilitatea și calitatea ținutei de drum, fiind considerat mult superior rivalilor de la acea dată, precum Opel Astra și, mai ales Volkswagen Golf 4. Calitatea interiorului a fost considerată mai slabă decât la Astra sau Golf, dar Golf generația 4 era considerabil mai scump decât Ford Focus.

### Securitate
La EuroNCAP Ford Focus 1 a primit 4 din 5 stele pentru securitatea pasagerilor și 2 din 4 pentru protecția pietonilor.

### Motorizări

#### Transmisii
- 5 viteze MTX-75 Manual (2.0, RS & 1.8 TDCi, 1.8 TDDi)
- 5 viteze IB5 Manual (1.4, 1.6, 1.8)
- 6 viteze GETRAG 285 Manual (ST170)
- 4 viteze 4F27E Automatic (1.6, 2.0)

### Nivele de echipare
în Europa
- CL (1.4 petrol, 1.6 petrol, 1.8 turbodiesel), 3/5-door hatchback, 5-door estate (1.6 only available in UK in 5-door estate)
- LX (1.4 petrol, 1.6 petrol, 1.8 petrol, 1.8 turbodiesel), 3-door hatchback, 5-door hatchback, 4-door saloon, 5-door estate
- Zetec (1.4 petrol, 1.6 petrol, 1.8 petrol, 2.0 petrol, 1.8 turbodiesel), 3/5-door hatchback, 5-door estate
- Ghia (1.6 petrol, 1.8 petrol, 2.0 petrol, 1.8 turbodiesel), 5-door hatchback, 4-door saloon, 5-door estate.
- ST170 (2.0 petrol), 3/5-door hatchback, 5-door estate
- RS (2.0 turbo petrol), 3-door hatchback (In production from 2002-2004)

### Modelele de caroserie
- hatchback cu 3 uși
- hatchback cu 5 uși
- sedan cu 4 uși (nu este disponibil în Japonia, Noua Zeelandă și Italia)
- break cu 4 uși (disponibil numai în Europa și Japonia)

#### ST170

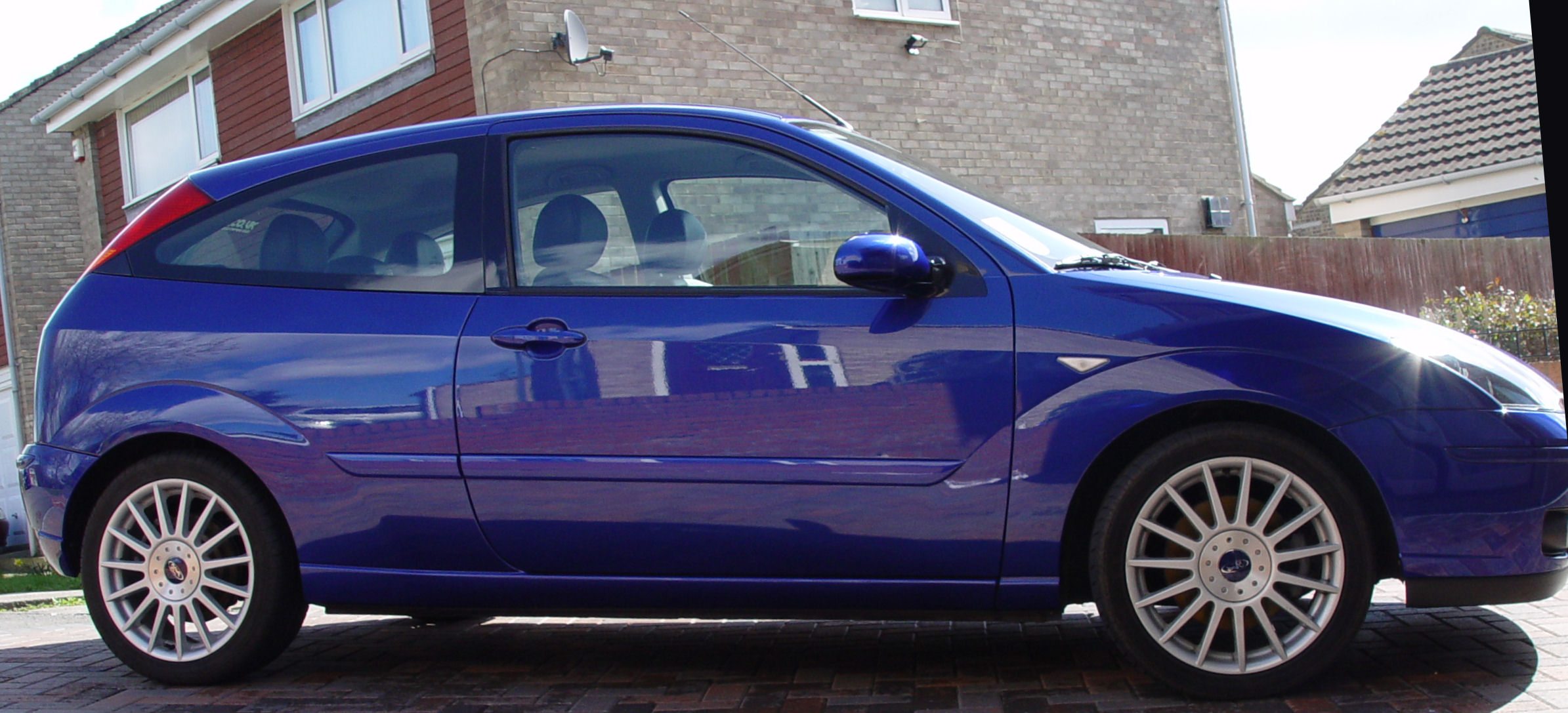
Ford Focus ST170

### Versiuni de performanță

#### RS

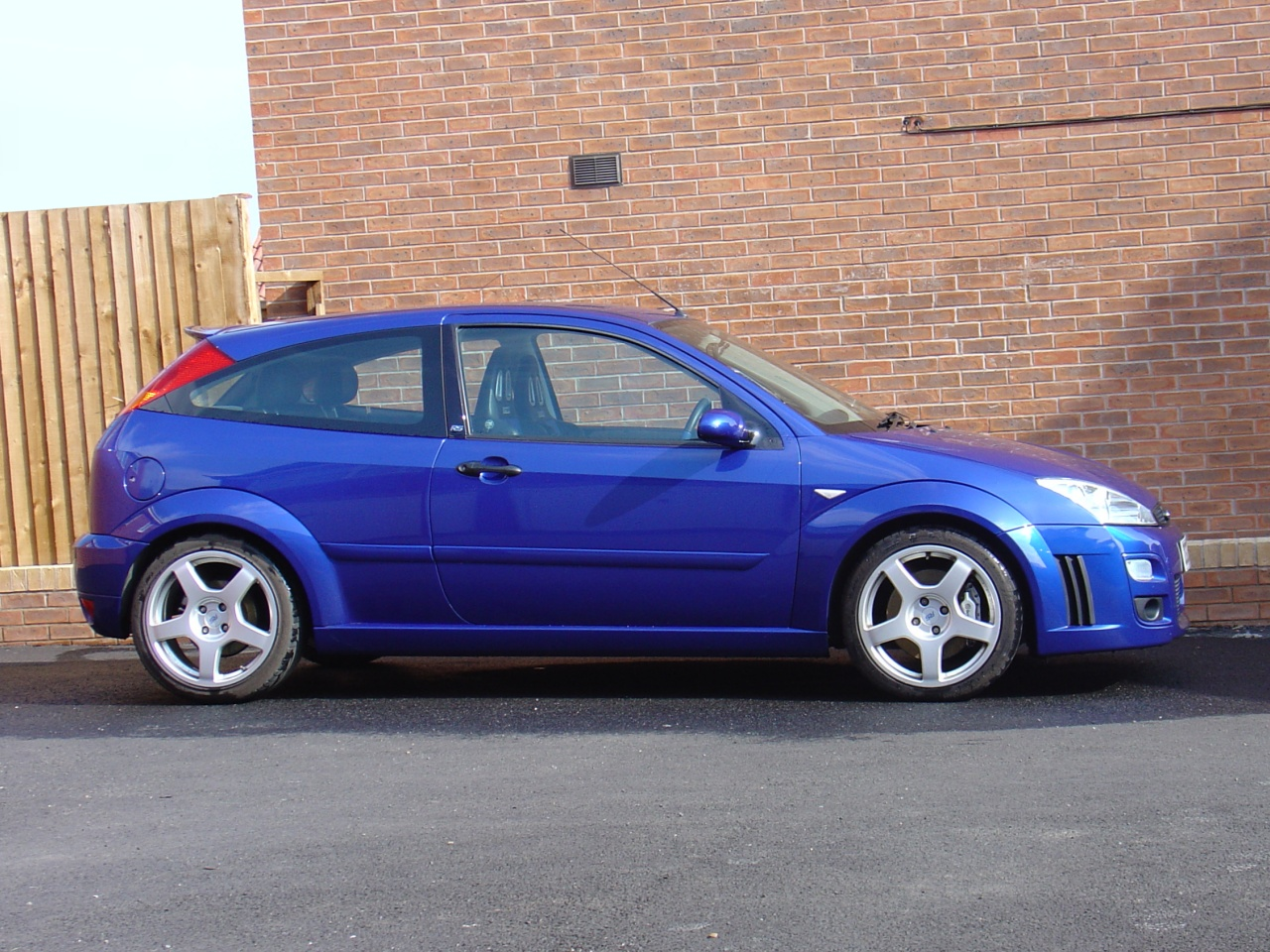
Ford Focus RS

Performanță - Ford Focus RS:
- 0–60 km/h: 3,1 s,
- 0–100 km/h: 6,4 s,
- 0–130 km/h: 10,1 s,
- 0–180 km/h: 19,6 s,
- Vmax.: 232 km/h,
- 40–100 km/h in 4th gear: 12,1 s,
- 80–140 km/h in 5th gear: 14,1 s.

## A doua generație (C307; 2004)

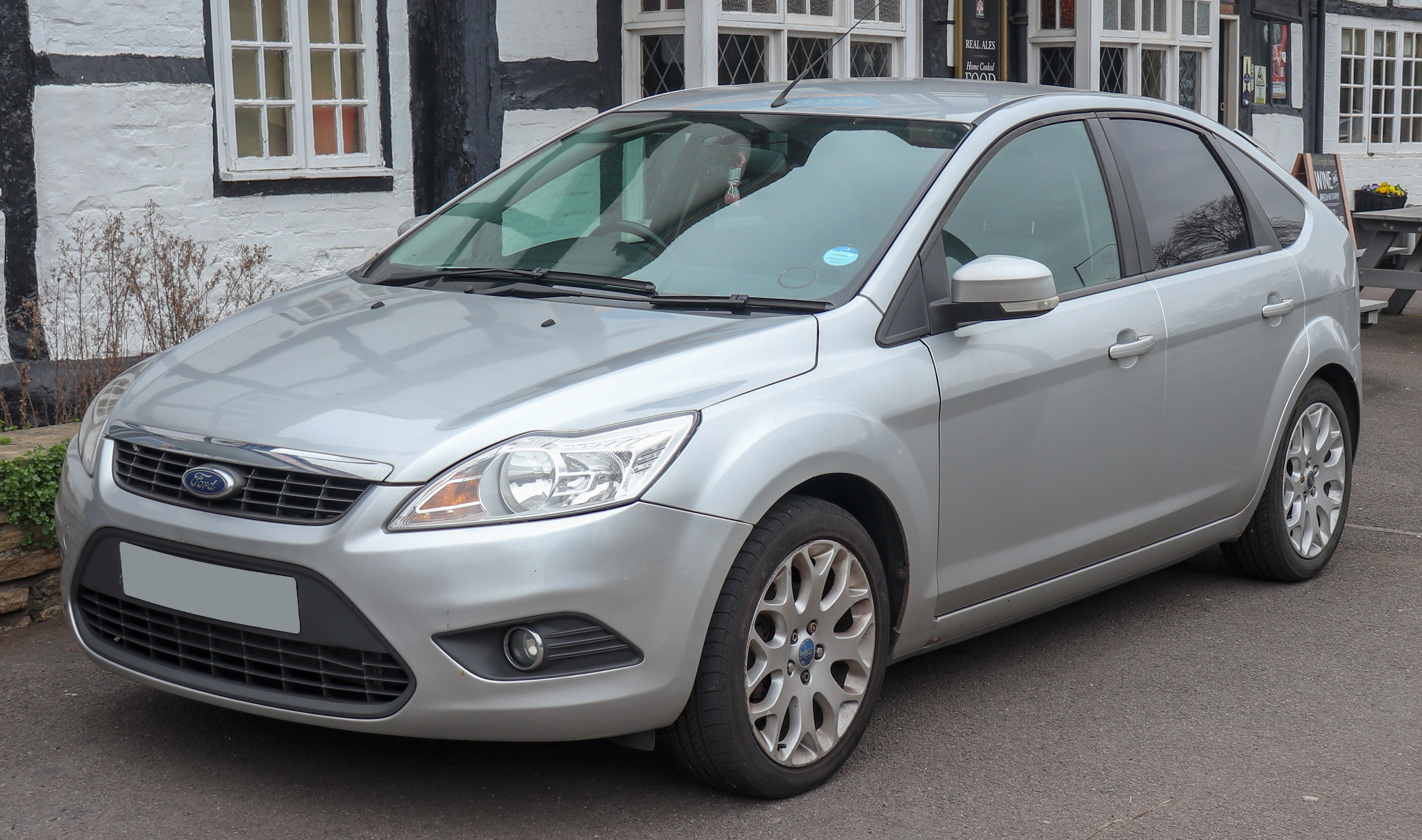
Ford Focus (facelift)

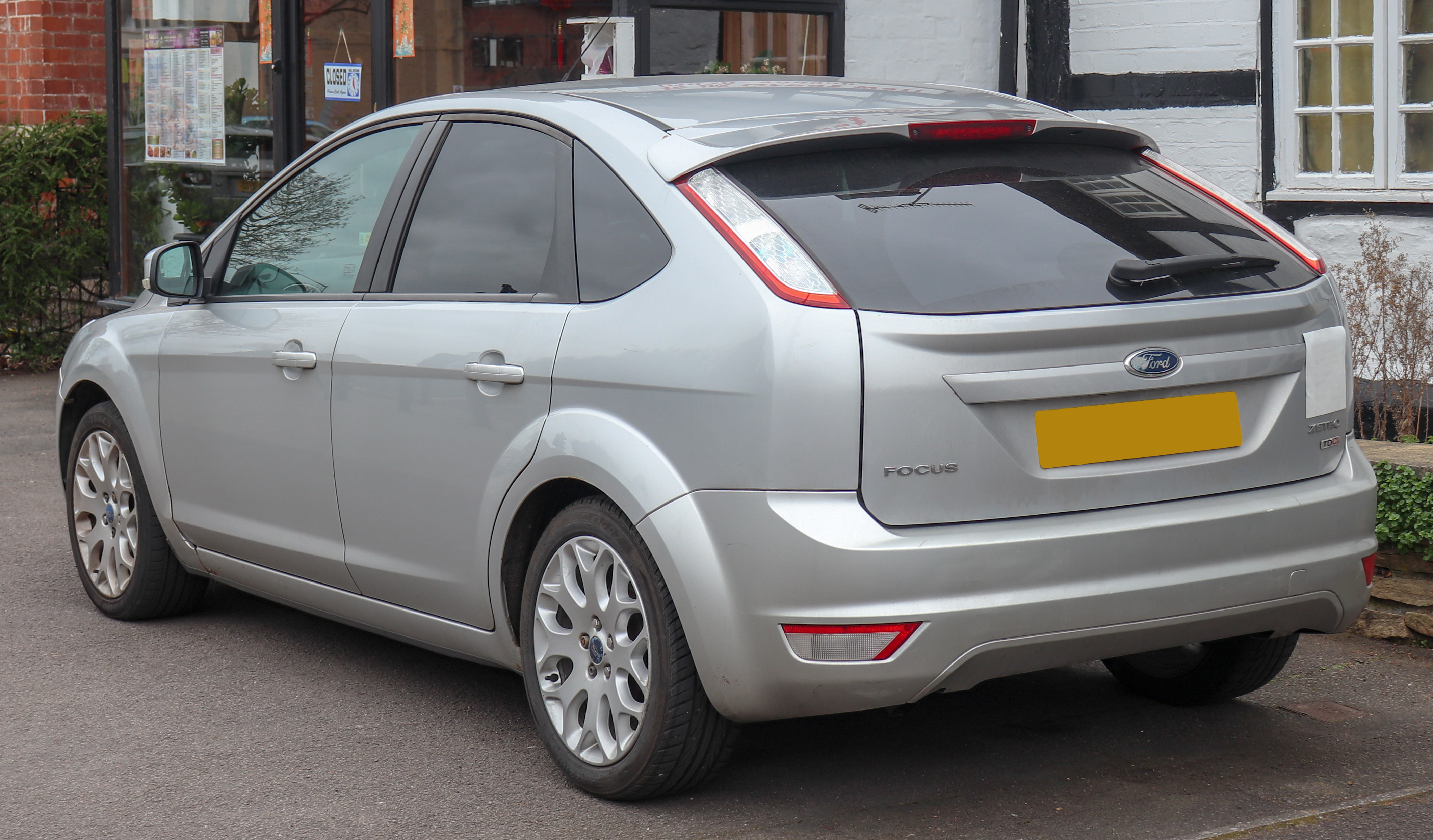
Ford Focus (facelift)

Generația a doua a lui Ford Focus a fost lansată la salonul auto de la Paris în 23 septembrie.

### Design și tehnică
Focus 2 folosește platforma Ford C1, pe care o împarte cu Volvo S40, V50 și C70, Mazda3 și Focus C-MAX
Designul suspensiilor, care a contribuit la succesul primei generații, este în mare parte același. Ford susține că noua suspensie, în combinație cu un șasiu cu 10% mai rigid, face noul Focus chiar mai bun decât generația anterioară.
Interiorul este de o calitate mai bună decât la versiunea precedentă.

### Opinia criticilor
Presa auto spune că deși concurența clasică (Opel/Vauxhall/Holden Astra și Volkswagen Golf) și-a îmbunătățit ținuta de drum față de versiunile precedente, Ford Focus oferă în continuare o ținută de drum mai bună. Jurnaliștii susțin că BMW seria 1 oferă o manevrabilitate marginal mai bună, iar Golf un confort cu puțin mai bun, dar în continuare Focus oferă o combinație mai bună între manevrabilitate și confort.
Interiorul este considerat semnificativ mai bun, dar în continuare puțin în urma lui Golf 5.

### Securitate
La EuroNCAP Focus a obținut cele mai bune rezultate pentru clasa sa, mai bune chiar decât Renault Mégane și Volkswagen Golf, printre rezultate remarcându-se toate cele 16 puncte pentru impactul frontal.

### Motorizări
Benzină:
- 1.4 L Duratec
- 1.6 L Duratec
- 1.6 L Duratec Ti-VCT
- 1.8 L Duratec-HE
- 2.0 L Duratec-HE
- 2.5 L Volvo 5-cylinder

Diesel:
- 1.6L (90 bhp and 110 bhp) Duratorq (PSA type)
- 1.8 L Duratorq (Ford "Lynx" type)
- 2.0 L Duratorq (PSA DW10)

### Nivele de echipare
în Marea Britanie:
- Studio (model de bază)
- Style (adaugă jante din aliaj, aer condiționat și un volan sport)
- Zetec Climate (adaugă o suspensie sport, variate îmbunătățiri stilistice, parbriz încălzit și aer condiționat)
- Ghia (adaugă o alarmă, oglindă retrovizoare cu stabilire automată a intensității luminii ți este primul model să aibă Cruise Control standard)
- Titanium (adaugă un CD/MP3 player Sony și scaune sport)

## A treia generație (C346; 2010)

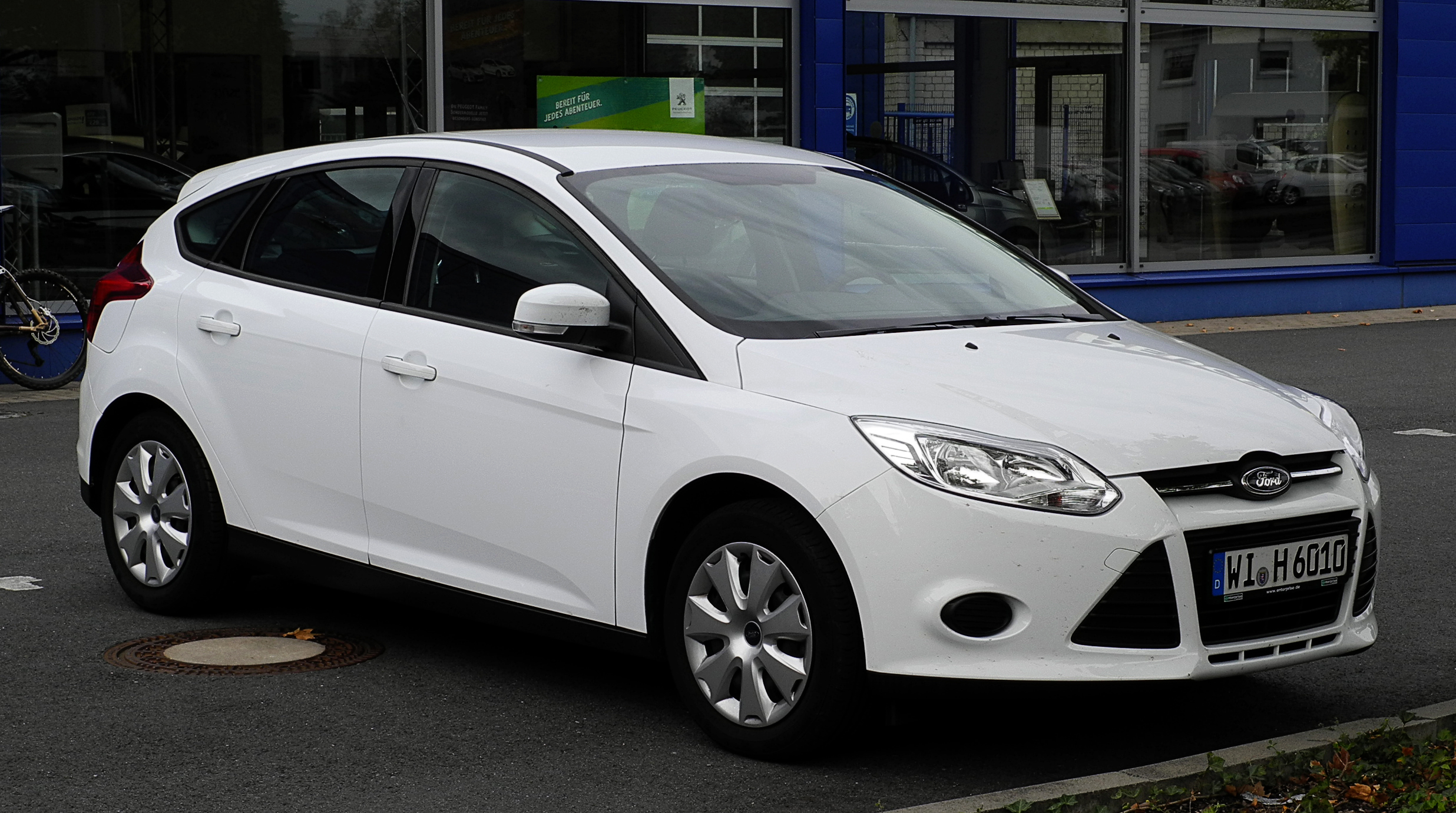
Ford Focus (pre-facelift)

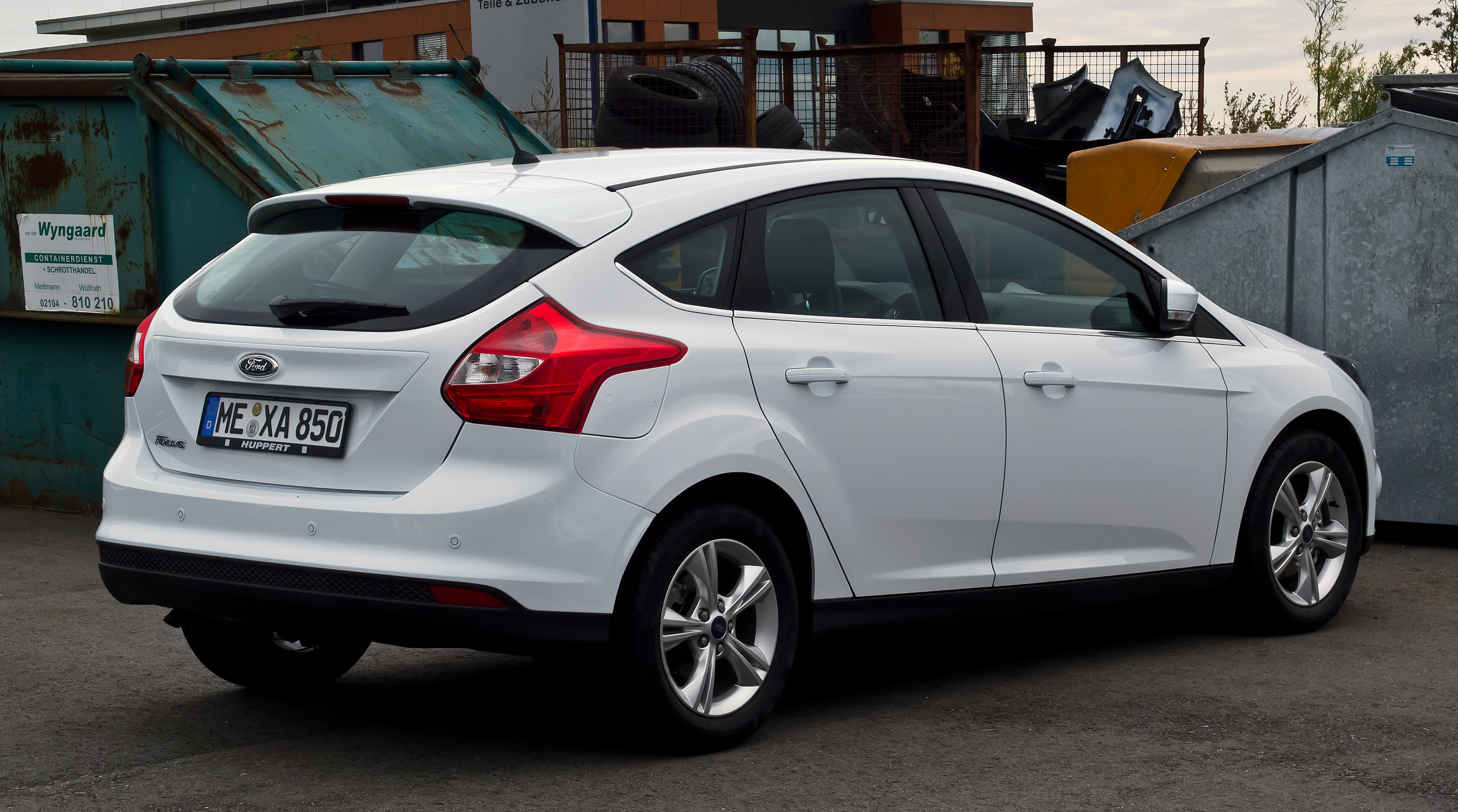
Ford Focus (pre-facelift)

A 3-a generație de Ford Focus poartă numele de cod MK III.
Ford Focus-ul electric a fost lansat la Consumer Electronic Show în 2011 pentru a concura cu Nissan Leaf și Chevrolet Volt.
Caracterisici:
- Sistem Inteligent de Protecție (IPS)
- Sistemul Active City Stop
- Sistem de avertizare și asistență la păstrarea benzii de circulație
- Asistență la păstrarea benzii
- Avertizare șofer
- Sistem de avertizare pentru unghiul mort
- Oglinda retrovizoare heliomată automată
- Sistem de avertizare pentru centurile de siguranță
- Sistemul Key-Free

## A patra generație (C519; 2019)

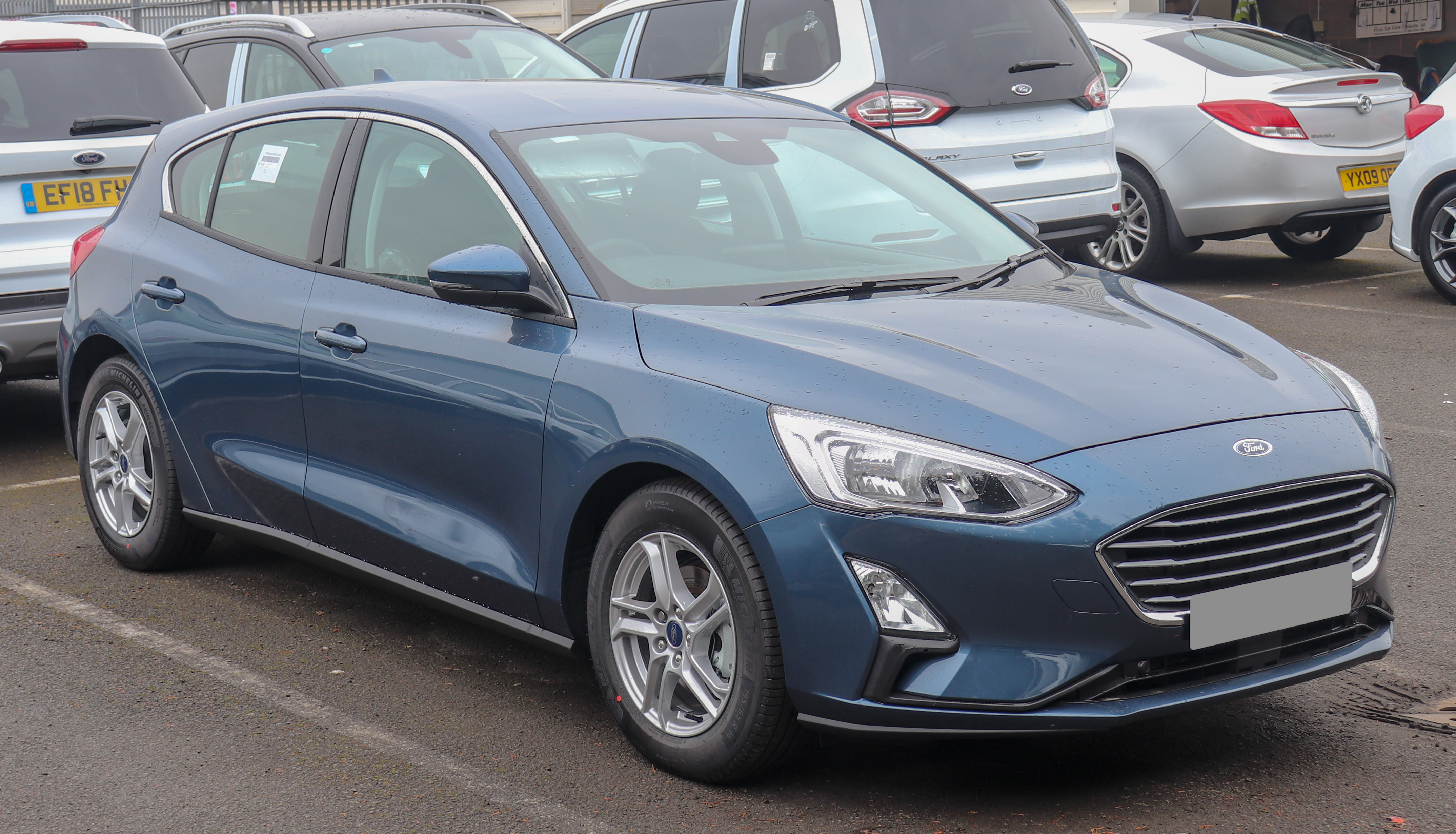
Ford Focus (pre-facelift)

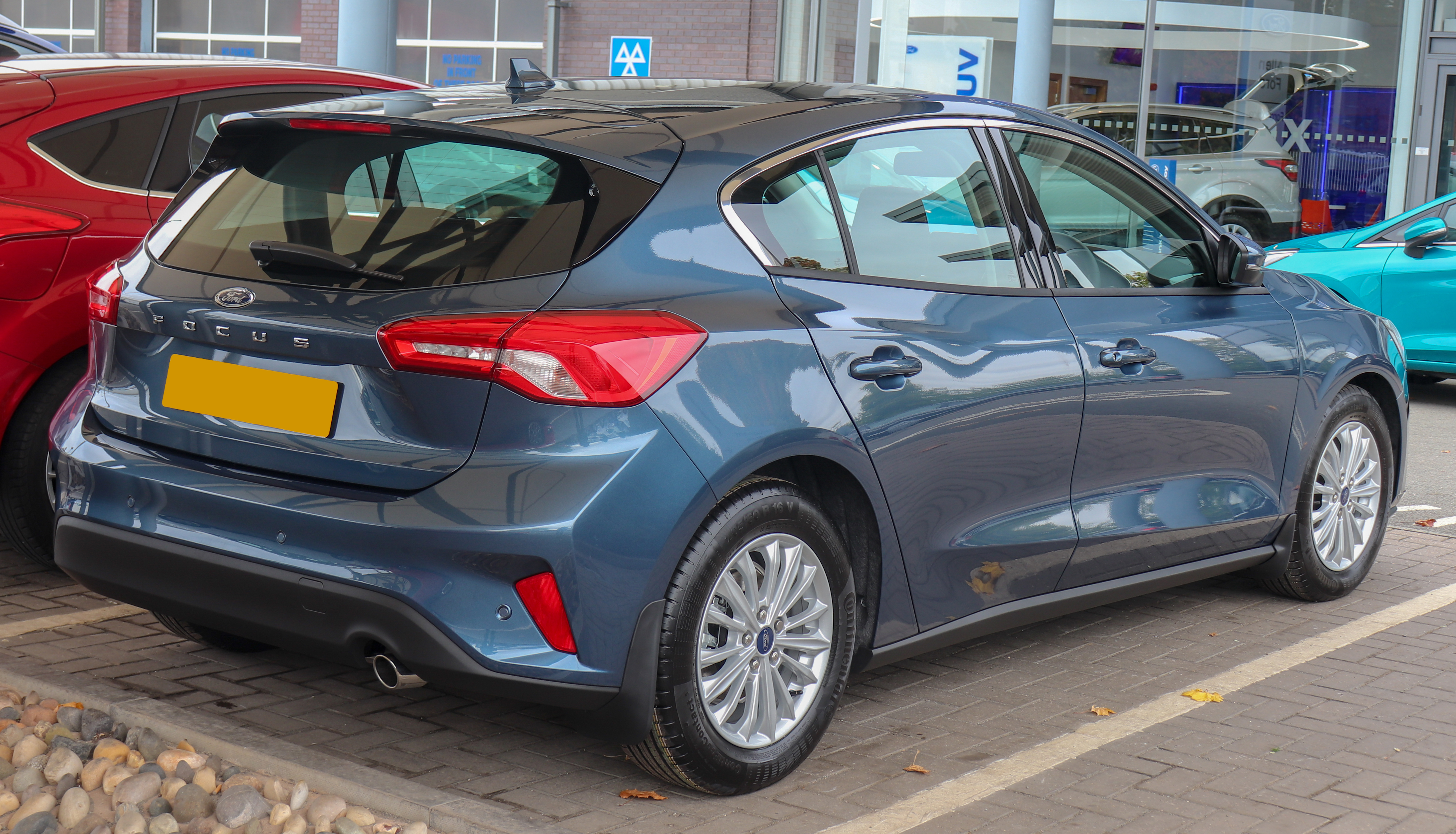
Ford Focus (pre-facelift)

Pe 10 aprilie 2018, Ford a dezvăluit versiunile de pe piața europeană și asiatică ale modelului Focus din a patra generație, pentru a marca cea de-a 20-a aniversare a mărcii. Ca și generația anterioară, modelul este disponibil cu stiluri de caroserie sedan, hatchback și break. Un nivel de echipare inspirat de crossover, cunoscut sub numele de Active, este disponibil ca hatchback și break. Este și un nivel de echipare de lux, numit Vignale.

## Motorsport

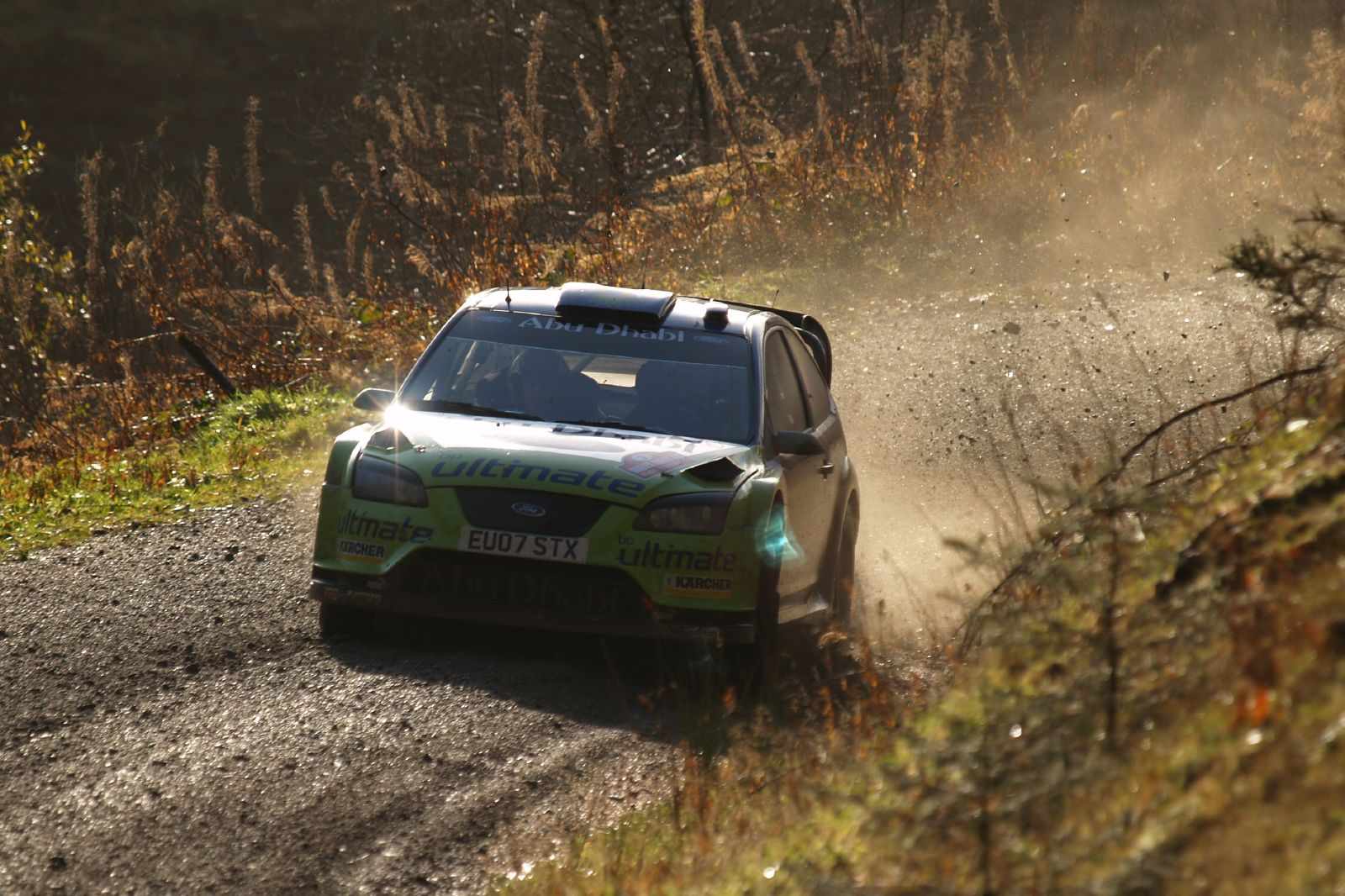
Marcus Grönholm cu un Ford Focus RS WRC 07 la „Wales Rally GB” din 2007.

## Fiabilitate
Mașini din versiunea europeană a lui Focus a suferit de câteva rechemări, dar conform sondajelor din Germania, în 2002  Focus a fost mașina cu cele mai puține pene.

## Premii
De la lansare, Focus a primit peste 60 de premii, inclusiv 13 trofee Mașina Anului, atât în Europa, cât și în America de Nord.